# Chaource (tổng)
Tổng Chaource là một tổng của Pháp nằm ở tỉnh Aube trong vùng Grand Est.
Tổng này được tổ chức xung quanh Chaource ở quận Troyes. 

## Hành chính
| Giai đoạn | Ủy viên       | Đảng | Tư cách |
| --------- | ------------- | ---- | ------- |
| 2008-2014 | Jean Pouillot | DVD  |         |
| 2001-2008 | Jean Pouillot | UDF  |         |

## Các đơn vị hành chính
Tổng Chaource bao gồm 25 xã với dân số 4 652 người (điều tra năm 1999, dân số không tính trùng).
| Xã                   | Dân số | Mã bưu chính | Mã insee |
| -------------------- | ------ | ------------ | -------- |
| Avreuil              | 167    | 10130        | 10024    |
| Balnot-la-Grange     | 158    | 10210        | 10028    |
| Bernon               | 196    | 10130        | 10040    |
| Chaource             | 1 092  | 10210        | 10080    |
| Chaserey             | 48     | 10210        | 10087    |
| Chesley              | 320    | 10210        | 10098    |
| Coussegrey           | 195    | 10210        | 10112    |
| Cussangy             | 199    | 10210        | 10120    |
| Étourvy              | 196    | 10210        | 10143    |
| Les Granges          | 72     | 10210        | 10168    |
| Lagesse              | 168    | 10210        | 10185    |
| Lantages             | 216    | 10210        | 10188    |
| Lignières            | 248    | 10130        | 10196    |
| La Loge-Pomblin      | 57     | 10210        | 10201    |
| Les Loges-Margueron  | 145    | 10210        | 10202    |
| Maisons-lès-Chaource | 188    | 10210        | 10218    |
| Metz-Robert          | 51     | 10210        | 10241    |
| Pargues              | 130    | 10210        | 10278    |
| Praslin              | 63     | 10210        | 10302    |
| Prusy                | 109    | 10210        | 10309    |
| Turgy                | 40     | 10210        | 10388    |
| Vallières            | 135    | 10210        | 10394    |
| Vanlay               | 321    | 10210        | 10395    |
| Villiers-le-Bois     | 94     | 10210        | 10431    |
| Vougrey              | 44     | 10210        | 10443    |

## Thông tin nhân khẩu
| 1962                                                     | 1968  | 1975  | 1982  | 1990  | 1999  |
| -------------------------------------------------------- | ----- | ----- | ----- | ----- | ----- |
| 4 802                                                    | 5 314 | 4 834 | 4 801 | 4 532 | 4 652 |
| Nombre retenu à partir de 1962 : dân số không tính trùng |       |       |       |       |       |